# 宇治友成
宇治 友成（うじ ともなり）は、阿蘇神社の大宮司。延喜3年2月叙爵。

## 人物
平安時代の延喜年間に、友成は、阿蘇家20代目当主にして、最初の阿蘇大宮司となる人物である。
それまでは阿蘇国造家として知られていたが、やがて神主から宮司となり、友成の治世に大宮司職を司ることとなる。
なお兄は宇治友利であり、友成は弟にあたる。兄弟で阿蘇を治めていた。

## 高砂
友成は、世阿弥の創作した能『高砂』に登場する人物である。『古今集』を撰集された醍醐天皇の時代、それまで阿蘇神社の神主であった友成は、上洛中、播磨国加古郡の高砂の浦で、和歌の神である老人夫婦に出会う。老翁は高砂の松の精霊、老婆は対岸の住吉の松の精霊である。
　友成は、「高砂の松と住吉の松とは場所が離れているのに、なぜ相生の松と呼ばれるのか」と問う。
　二人の精霊は、友成の問いに対して、「相生の松」のいわれを教え、人の世を言祝ぎ、国土安穏を祝うとともに、『万葉集』の昔と変わらず歌道が繁栄する今の帝の御世を讃える。友成は、高砂の松の実を受け取り、阿蘇神社の境内に育て、これを「高砂の松」と呼んだ。